# Acerastes animatus
Acerastes animatus är en stekelart som först beskrevs av Cresson 1874.  Acerastes animatus ingår i släktet Acerastes och familjen brokparasitsteklar. Inga underarter finns listade i Catalogue of Life.